# ¡Ay, caramba!
¡Ay, caramba! (발음: [ˈai kaˈɾamba])는 스페인어의 감탄사인 ay (놀람 또는 고통을 나타냄) 와 caramba (carajo의 완곡한 표현)에서 온, 보통 긍정적인 놀람을 표현하는 스페인어의 감탄사이다. 단어 caramba는 포르투갈어에서도 사용된다. "¡Ay, caramba!"는 애니메이션 시트콤 심슨 가족에서 쓰는 바트 심슨의 캐치프레이즈이기도 하다.

## 대중문화
감탄사는 1780년대에 마드리드의 플라멘코 댄서이자 가수인 라 카람바와 관련된 것이다. 밝은 색이 입혀진 리본이 달린 그녀의 쓰개는 카람바로 알려지게 되었다.

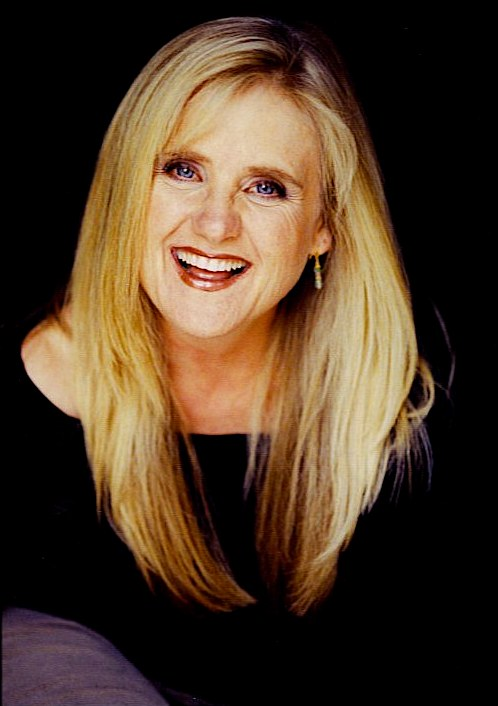
바트 심슨의 성우 낸시 카트라이트

애니메이션 시트콤 심슨 가족에 등장하는 가상의 인물 바트 심슨은 놀랄 때 미국식 액센트로 이 감탄사를 외친다. 그는 이 감탄사를 1988년 방영된 에피소드 "The Art Museum"에서 처음으로 외쳤다. 그리고 그것이 그의 가장 유명한 캐치프레이즈가 되었는데, 더 나아가 현재의 대중문화에서도 유행하고 있다. 예로 들어, "Selma's Choice"라는 에피소드에서, 바트, 리사, 그리고 그들의 이모 셀마는 Duff Gardens에서 아주 인기있는 놀이기구에 접근한다. 하지만 예상치 못하게 길게 늘어선 줄을 보며 바트는 "¡Ay, caramba!"를 외친다. "¡Ay, caramba!"는 바트가 태어나서 말한 첫마디였다.

## 같이 보기
- D'oh!
- 바트 심슨
- 마른 세수
- Sacrebleu